# Teorema de Myers
En geometria riemanniana, el teorema de Myers, també conegut com el teorema de Bonnet–Myers, és un cèlebre teorema fonamental descobert per Sumner Byron Myers l'any 1941. Afirma el següent:
Sigui {\displaystyle (M,g)} una varietat riemanniana completa i connexa de dimensió {\displaystyle n} i la curvatura de Ricci de la qual satisfà per un cert nombre real fixat {\displaystyle r} la desigualtat {\displaystyle \operatorname {Ric} _{p}(v)\geq (n-1){\frac {1}{r^{2}}}} per tot {\displaystyle p\in M} i {\displaystyle v\in T_{p}M} unitari. Llavors dos punts qualssevol de M poden ser connectats per una geodèsica amb longitud inferior o igual a {\displaystyle \pi r}.
En el cas especial de superfícies, aquest resultat va ser demostrat per Pierre-Ossian Bonnet l'any 1855. Per a una superfície, les curvatures de Gauss, seccional i de Ricci són totes iguals, però la demostració de Bonnet generalitza fàcilment el cas a dimensions superiors si s'assumeix una fita inferior positiva en la curvatura seccional. La contribució clau de Myers va ser, per tant, la de demostrar que tot el que es necessita per arribar a la mateixa conclusió és una fita inferior per a la curvatura de Ricci.

## Corol·laris
La conclusió del teorema diu, en particular, que el diàmetre de {\displaystyle (M,g)} és finit. El teorema de Hopf-Rinow per tant implica que {\displaystyle M} ha de ser compacte, ja que una bola tancada (i per tant compacta) de radi {\displaystyle \pi /{\sqrt {k}}} en qualsevol espai tangencial contínuada en tot {\displaystyle M} per mitjà de l'aplicació exponencial.
Com a cas molt particular, això demostra que tota varietat riemanniana completa, suau i no compacta que és Einstein ha de tenir una constant d'Einstein no positiva.
Com que {\displaystyle M} és connex, existeix el mapa revestiment universal suau {\displaystyle \pi :N\to M.} Un pot considerar la mètrica pullback π*g en {\displaystyle N.} Com que {\displaystyle \pi } és una isometria local, el teorema de Myers aplica a la varietat riemanniana (N,π*g) i, per tant, {\displaystyle N} és compacte i el mapa revestiment és finit. Això implica que el grup fonamental de {\displaystyle M} és finit.

## Teorema de rigiditat del diàmetre de Cheng
La conclusió del teorema de Myers diu que donats dos punts qualssevol {\displaystyle p,q\in M,} es té dg(p,q) ≤ π/√k. L'any 1975, el matemàtic hongkonguès Shiu-Yuen Cheng va demostrar que: